# Frieden von Bergerac
Der Frieden von Bergerac wurde am 14. September 1577 in Bergerac zwischen Heinrich III. von Frankreich und den protestantischen Fürsten unterzeichnet und später durch das Edikt von Poitiers vom 17. September ratifiziert.
Dieses Abkommen wurde nach der sechsten Phase der französischen Religionskriege entwickelt. Es ersetzte das Edikt von Beaulieu, das von der Katholischen Liga als zu günstig für die Protestanten angesehen wurde, und schwächte die dort enthaltenen Bestimmungen ein wenig ab.
Zu den Unterhändlern gehörten auf katholischer Seite der Sekretär Nivolas de Villeroy, und der Großmeister der Artillerie von Frankreich, Armand de Biron. Auf protestantischer Seite war der Gouverneur von La Rochelle, François de La Noue, für die Gespräche verantwortlich. François de Montpensier, damals Generalgouverneur des Languedoc und der Dauphiné, Provinzen, die von den Hugenotten gehalten wurden, nahm seinerseits heimlich an den Verhandlungen teil.
Nach den Bestimmungen des Vertrags durften die Hugenotten ihren Glauben in den Vororten einer Stadt pro Bailliage oder Sénéchaussée ausüben. Im Vivarais wurde der Vertrag Ende Oktober 1577 anerkannt.
Der Vertrag von Bergerac war jedoch ein weiterer vergeblicher Versuch, die Hugenottenkriege zu beenden. 1579 brach der Siebte Hugenottenkrieg aufgrund der Unzufriedenheit der französischen Katholiken mit den Zugeständnissen, die den französischen Protestanten gemacht worden waren.
Die Bestimmungen des Edikts von Poitiers wurden von Heinrich IV. im Edikt von Nantes vom Juli 1598 übernommen.